# Густова, Пелагея Ивановна
Пелагея Ивановна Густова (8 октября 1895 года, деревня Опалихино, Нижегородская губерния, Российская империя — 26 ноября 1993 года, Чкаловск, Нижегородская область, Россия) — колхозница, звеньевая колхоза «Авангард» Чкаловского района Горьковской области. Герой Социалистического Труда (1950).

## Биография
Родилась 8 октября 1895 года в крестьянской семье в деревне Опалихино, Нижегородская губерния (сегодня — Чкаловский район Нижегородской области). В 1930 году вступила в колхоз «Авангард» Чкаловского района. Была назначена звеньевой льноводческого звена.
В 1949 году льноводческое звено под руководством Пелагеи Густовой собрало с каждого гектара по 9,1 центнера волокна льна и 6,6 центнера семян льна с участка площадью в 2 гектара. За этот доблестный труд она была удостоена в 1950 году звания Героя Социалистического Труда.
После выхода на пенсию проживала в Чкаловске. Скончалась 26 ноября 1993 года и была похоронена на сельском кладбище деревни Крутячево Чкаловского района.

## Награды
- Герой Социалистического Труда — Указом Президиума Верховного Совета от 15 июня 1950 года (Медаль № 5063);
- Орден Ленина (12.03.1948);
- Орден Ленина (09.04.1949);
- Орден Ленина (15.06.1950).